# 반박명 광선

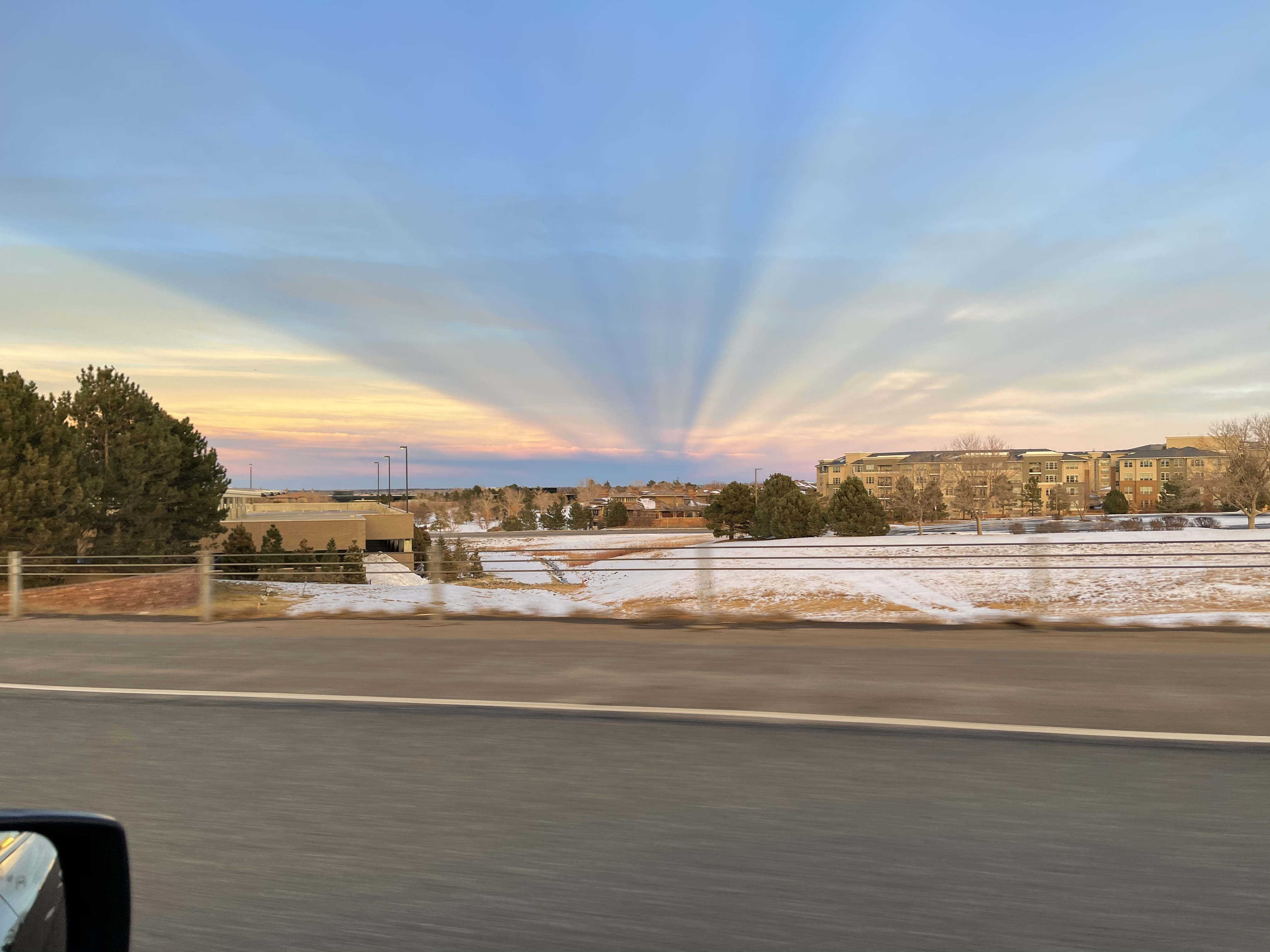
저녁 무렵 콜로라도에서 본 동쪽 지평선을 향한 반박명 광선

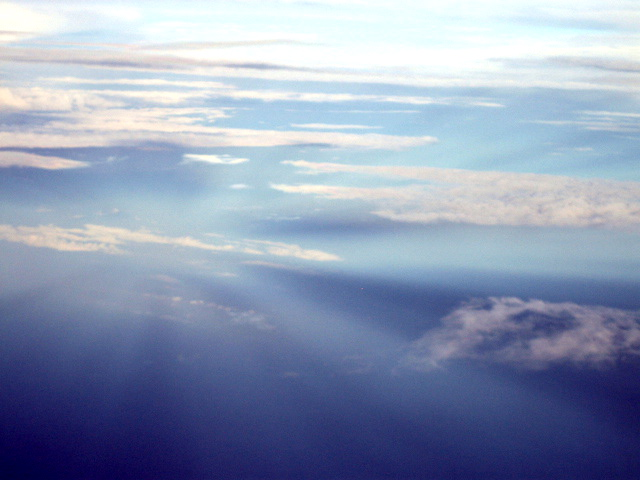
구름 낀 바다 위 항공기에서 본 이 반박명 광선은 태양반대점에서 수렴하는 것처럼 보인다.

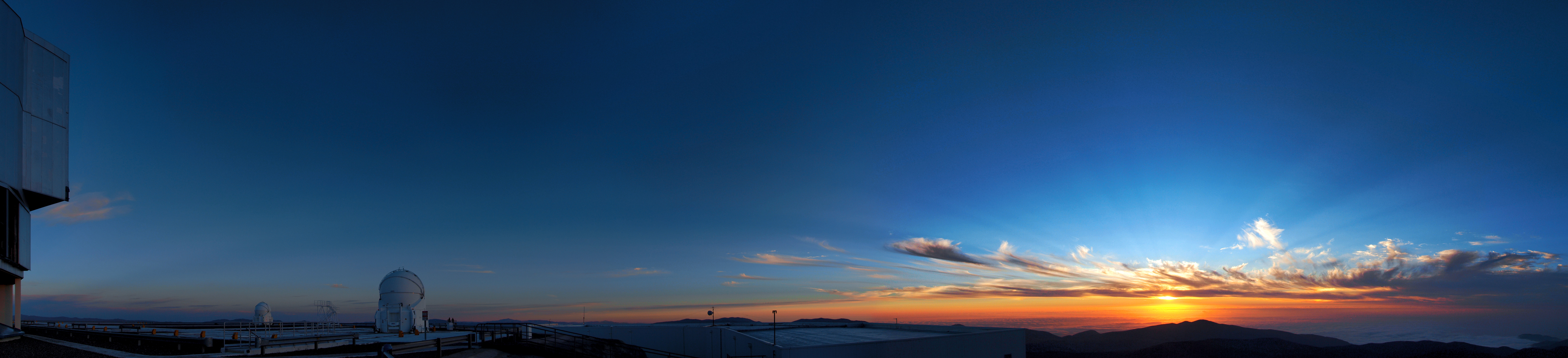
파노라마 사진으로 찍은 틈새빛살과 반태양 광선

반박명 광선(anticrepuscular rays), 되빛내림 또는 반태양 광선(antisolar rays)은 틈새빛살과 유사한 기상광학 광학 현상이지만 하늘에서 태양의 반대편에 나타난다. 반박명 광선은 본질적으로 평행하지만 선원근법에 의한 시각적 착시 때문에 소실점인 태양반대점을 향해 수렴하는 것처럼 보인다.
반박명 광선은 새벽이나 박모 무렵에 가장 자주 볼 수 있다. 이는 광선을 볼 수 있게 하는 대기 중의 빛의 산란(후방 산란)이 다른 대부분의 각도보다 지평선에 대한 낮은 각도에서 더 크기 때문이다. 반박명 광선은 후방 산란이 전방 산란보다 적기 때문에 틈새빛살보다 흐리다.
반박명 광선은 틈새빛살과 연속적으로 나타나며 대원을 그리며 하늘 전체를 가로지를 수 있다.

## 산 그림자
단일 반박명 광선의 흔한 예는 일몰 시 산 정상에서 본 산 그림자이다. 산의 모양에 관계없이 삼각형으로 보이며, 꼭지점은 태양반대점에 있다.

## 수레바퀴살

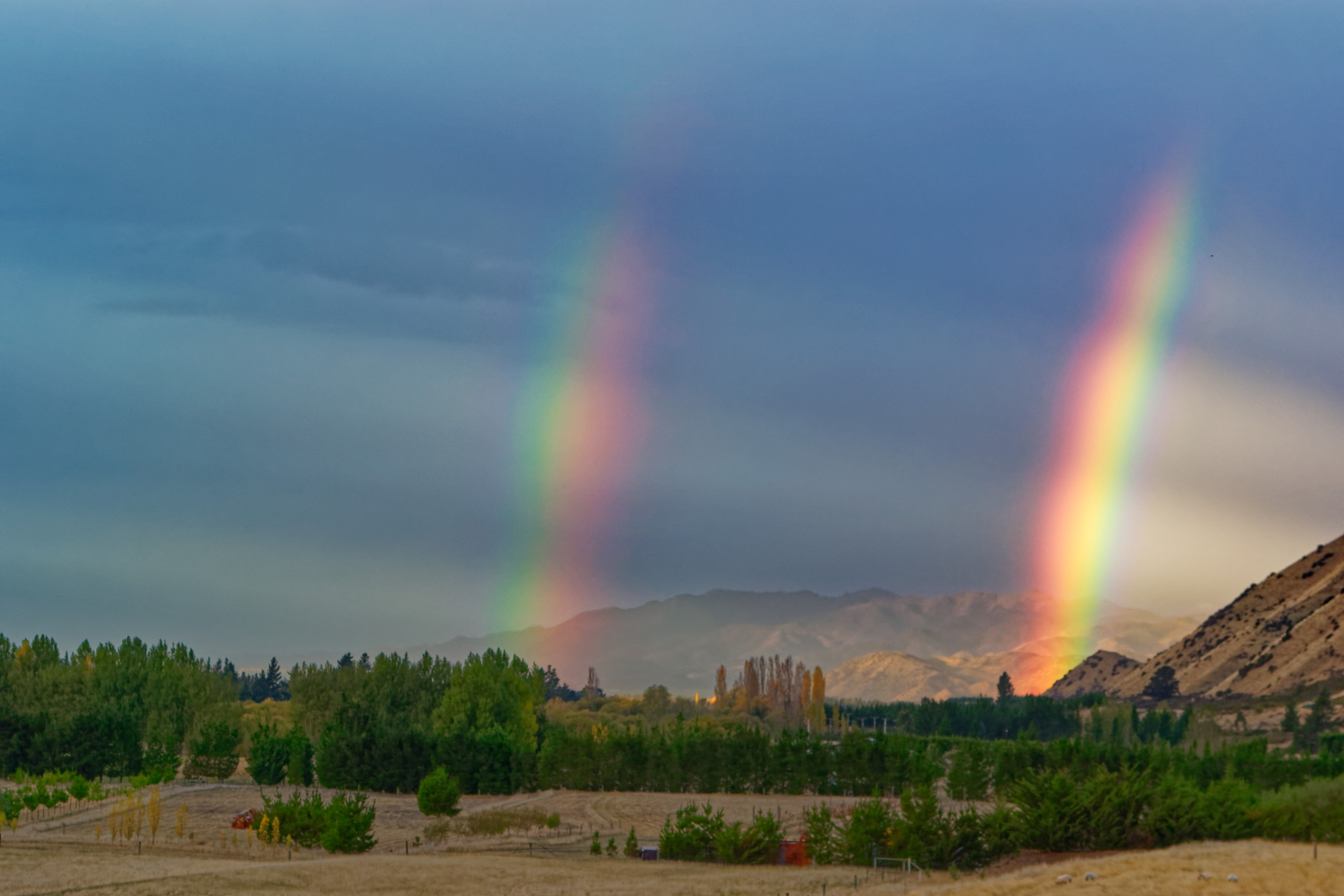
뉴질랜드 후루누이에서 찍힌 "수레바퀴살" 이중 무지개와 반박명 광선

반박명 광선은 때때로 무지개에 둘러싸여 나타나기도 한다. 이 경우 수레바퀴살이라고 불릴 수 있다.

## 같이 보기
- 노을
- 지구 그림자